# Mantra
A mantra (dévanágari मन्त्र IAST: mantra) olyan vallásos terminus az indiai vallások, a jóga és a tantrizmus gyakorlatában, amelyről a gyakorlói úgy vélik, hogy spirituális vagy mágikus erővel rendelkezik.
Lehet egy szótag, szó vagy rövidebb mondat, ill. szavak sorozata, vallásos szöveg, fohász, varázsige, misztikus mondat, néha rövid költemény.
Néhány mantrának szó szerinti jelentése van, míg másoknak nem.

## A szó eredete
A szó szanszkrit eredetű. Tartalmazza a man- szógyököt, amelynek jelentése "gondolkodni". A manjaté szó eredetileg gondol jelentésű volt, ebből alakult ki a mántrasz (szent szöveg) jelentés.
A -tra toldalék etimológiájáról eltérő vélekedések vannak.
1. A toldalék -tra jelentése: eszköz, azaz a mantra szó szerinti jelentése "a gondolkodás eszköze".
2. Más magyarázat szerint a -tra toldalék jelentése "oltalom".[4]
3. Egy harmadik magyarázat szerint a -tra toldalék a trayoti (mint a Tantra esetében) a "megszabadulás" vagy felszabadítást jelent. Ezek szerint a mantra az elménktől (nem az elménktől való felszabadulás, hanem az elme felszabadítása a máya-illúzó alol) való felszabadítás eszköze.

A kínai fordítása ennek a fogalomnak csen-jen (kínai: 眞言, 真言, pinjin: zhenyan), amely szó szerint „igaz szavak”-at jelent. A japán on'yomi terminus a kínai „létezni” singon (ezt használják az ezoterikus singon vallási irányzatra).

## Hinduizmus
A hindu nézet szerint egy mantra hat részből áll. Ezek a következők:
- Először is van egy risi, aki először világosodott meg egy mantrával – ő a mantra „látója”.
- Másodszor a mantrának van versmértéke vagy ritmusa, amely meghatározza a hangok hosszúságát.
- Harmadszor a mantrához tartozik egy bizonyos dévata, vagyis természetfeletti lény. Ez a dévata a mantra uralkodó istensége.
- Negyedszer a mantrának van egy magja, a bídzsa. Ez a mag egy olyan fontos szó vagy szavak sorozata, amely a mantra különleges erejét adja.
- Ötödször, minden mantrában benne rejlik egy sakti. A saktí a mantra formájának energiája; azon rezgésformáké, amelyek a mantra kiejtésekor keletkeznek.
- Végül a mantrának van egy ún. kílaká-ja, azaz csapszege vagy zárja. Ez zárja el a mantra-csaitanját, amely el van rejtve a mantrában. Amint ez a zár kioldódik a név folyamatos és hosszas ismételgetésével, az addig rejtett csaitanja megmutatkozik és az egyén részesül az ista dévatá (személyes istenség) darsanjában.

## Alkalmazása
A keleti elképzelések szerint a mantrának csak akkor van teljes hatása, ha egy hiteles gurutól kapják meg. A védikus korszak Indiájából származó szokás ill. vallásos praktika már korán eljutott Tibetbe, Kínába, Japánba és Iránba (az ott honos zoroasztrizmusba) is. Euro-amerikai kultúrkörben a Kelet megismerése felé fordulás idejétől van jelen (nagyjából a 19. század elejétől).

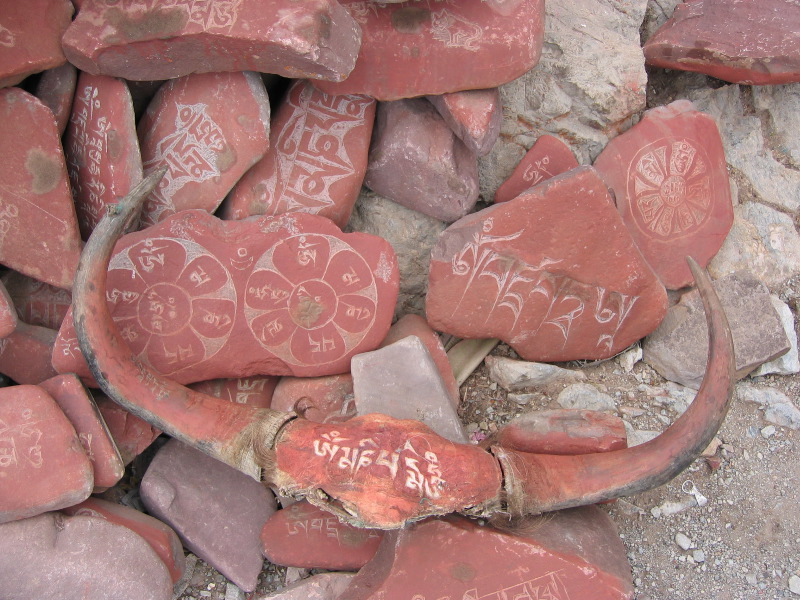
Tibetben sok buddhista vés kövekre és csontokra mantrákat, amire egyféle meditációs gyakorlatként tekintenek

Eredeti értelemben a mantra ismételgetése valamilyen spirituális változást mozdít elő (az elme felszabadítására). A mantrákat himnikus költeményekként is lehet értelmezni, aminek következtében "egy bizonyos istenségen való meditációt idéz elő".
A mantrák kimondásakor gyöngyöket, illetve imafüzéreket (málá) használnak, hogy a koncentráció teljesebb lehessen.

### A mantrákról szóló különböző elképzelések
- Egyes nyugati elképzelések az imával is összekapcsolják, és a keresztény vallásban ugyanúgy mint például a buddhizmusban is a felsőbb erőkkel való kapcsolatba lépéshez szükséges fohászként értelmezik. Valójában a mantra ritmusos ismételgetése hat az emberre, míg a kereszténységben az ima nem ezt szolgálja.
- A gaudíja-vaisnavák szerint az Úr szent neveinek ismétlésével – különösen a Haré Krisna, Haré Krisna, Krisna Krisna, Haré Hare, Haré Ráma, Haré Ráma, Ráma Ráma, Haré Haré mantrának az éneklésével – az ember eléri az Isten iránti transzcendentális szeretetet és odaadást.[6] Az indiai szent szövegek szerint Krisna és neve nem különböznek egymástól, így ha valaki az ő neveit énekli, akkor valójában magával Krisnával lép kapcsolatba.
- A saiviták az "Om Namah Sivája" mantrát éneklik. Egy másik híres mantra a "Sri Rám, Dzsaja Rám, Dzsaja Dzsaja Rám; Sri Rám, Dzsaja Rám, Dzsaja Dzsaja Rám".)[6]
- A Gájatri Mantrát a brahmanák citálják azután, hogy azt a lelki tanítómestertől egy lelki avatás során megkapták. Ez utóbbi feltétel elengedhetetlen ahhoz, hogy a mantra megtegye hatását.)[6]

## A leghíresebb mantrák

Az OM mantra szanszkrit írásjele, ami egyben hindu jelkép is

A legismertebb mantraként használt szótag az om vagy aum, míg a legismertebb mantrák a Haré Krisna mantra , amely a hívők szerint megtisztítja a szívüket a negatív érzelmektől, az Om mani padme hum, a Gájatri-mantra, illetve a Szarvesam szvasztir bhavatu, az úgynevezett békemantra.

## A mantrákhoz kapcsolódó terminusok
- bídzsa – Amikor a mantra egy szó, vagy egy mantra-mag, mint például az om (aum) szótag.
- dzsapa – Többszöri, alig hallható ismétlés, amely egy nagyon komoly meditációt jelent.